# Protomelittomma insulare
Protomelittomma insulare är en skalbaggsart som först beskrevs av Leon Fairmaire 1893.  Protomelittomma insulare ingår i släktet Protomelittomma och familjen varvsflugor. Inga underarter finns listade i Catalogue of Life.